# Eduard Ferrés

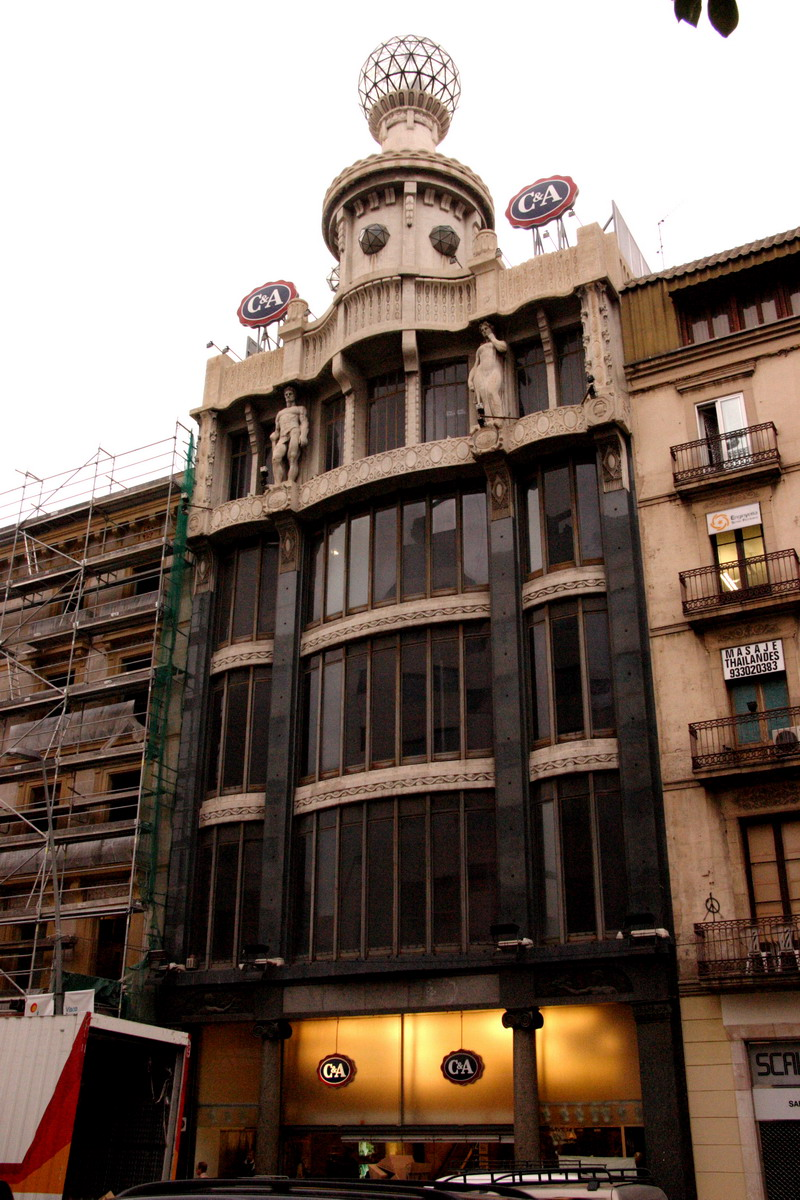
Almacenes Damians (1915). Los cambios de propietario han provocado que el edificio haya sufrido muchas transformaciones para adaptarlos a distintos fines comerciales.

Eduard Ferrés i Puig (Vilasar de Mar, 1880-Barcelona, 1928) fue un dibujante y arquitecto modernista español.

## Biografía
Nacido en el seno de una familia de navieros, se licenció en arquitectura en 1897. Empezó siendo caricaturista de ¡Cu-Cut!, con el pseudónimo de Férestech. Fue arquitecto municipal de Vilasar de Mar, de Canet de Mar y de Mataró. En Castellar de Nuch construyó, en colaboración con el arquitecto Lluís Homs, el chalé del Clot del Moro (1904), al lado de la Fábrica Asland, donde realizó varios edificios industriales y residenciales, inspirados en la Secesión de Viena y, en algunos casos, en la arquitectura de Victor Horta, con una interpretación muy personal. 
La mayor parte de sus obras las realizó como director de la empresa Miró i Trepat (después Construcciones y Pavimentos). Tiene dedicada una avenida en su pueblo natal y una calle en Canet de Mar.

## Obra
Obras en Barcelona:
- (1911) Carrocerías Farré, c/ Aragón, nº 179
- (1912) Casa Joan Miró, Gran Vía de las Cortes Catalanas, nº 495,
- (1912) Casa Ignasi Coll, Gran Vía de las Cortes Catalanas, nº 461,
- (1914) Casa Francesc Coll, Gran Vía de las Cortes Catalanas, nº 464,
- (1914) Casa Joana Coll, Gran Vía de las Cortes Catalanas, nº 481,
- (1914) Casa Ferrer-Vidal, paseo de Gracia, nº 114
- (1915) Almacenes Damians (posteriormente "El Siglo", calle de Pelayo, nº 54, proyectados en colaboración con Lluís Homs e Ignasi Mas i Morell. Ganaron el primer premio de 1915, sección establecimientos y comercios, del Concurso anual de edificios artísticos del Ayuntamiento de Barcelona.
- (1918) Hotel El Palace (Barcelona), Gran Vía de les Corts, 668

Obras en Sitges
- Palau Maricel, para Charles Deering, junto con el ingeniero Miquel Utrillo

Obras en San Adrián de Besós:
- Central eléctrica de Energía Eléctrica de Cataluña (1912)

Obras en Vilasar de Mar:
- Can Bassa (1899)
- La Sénia del Rellotge (1902)

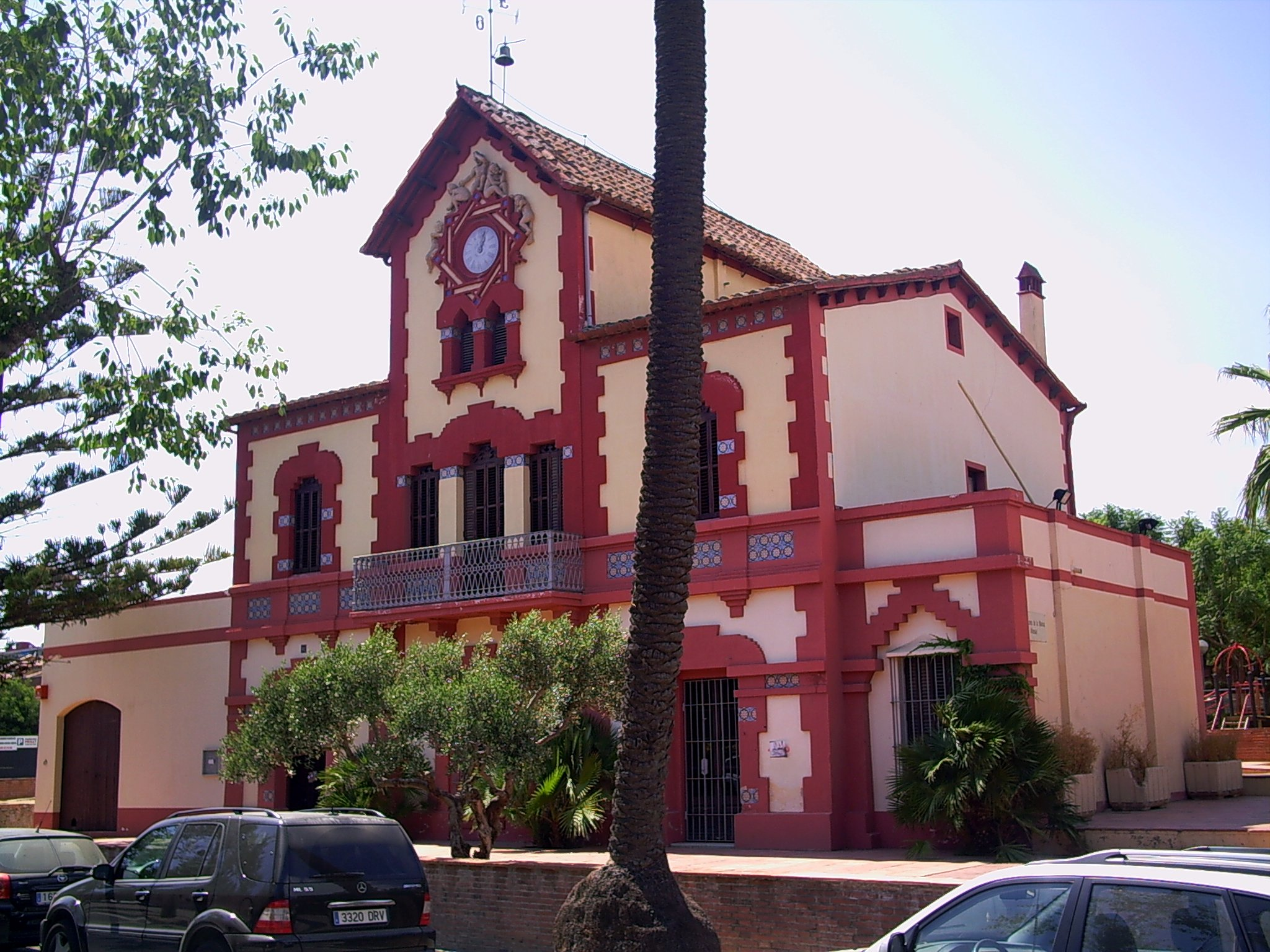
La Sènia del Rellotge, Ca l'Aldrufeu, construido por Ferrés en Vilasar de Mar en 1902, sede del Museo de la Marina.

- Reforma del antiguo Hostal y Casa Consistorial (siglo XVIII), donde utilizó esgrafiados modernistas para decorarlo.

Para la empresa Marquet construyó el Hotel Palace de Madrid y el Hotel Ritz de Barcelona (1919). En Madrid en 1927 construyó en la calle de Montesa la Colonia Martí, para la Cooperativa de Funcionarios del Estado, Provincia y Municipio. Hacia la misma época proyectó otras dos Colonias para la misma Cooperativa, como arquitecto de dicha institución, la Colonia Cruz del Rayo, en el barrio de El Viso, y la Colonia del Manzanares o de los Infantes, entre el Río y la Casa de Campo.Trabajó en Bruselas, Lisboa, Cascais y Coímbra.